# Tomi Correa
Tomás Esteban Correa Miranda (Santa Cruz, 5 dicembre 1984) è un ex calciatore spagnolo, di ruolo attaccante.